# Balneologie

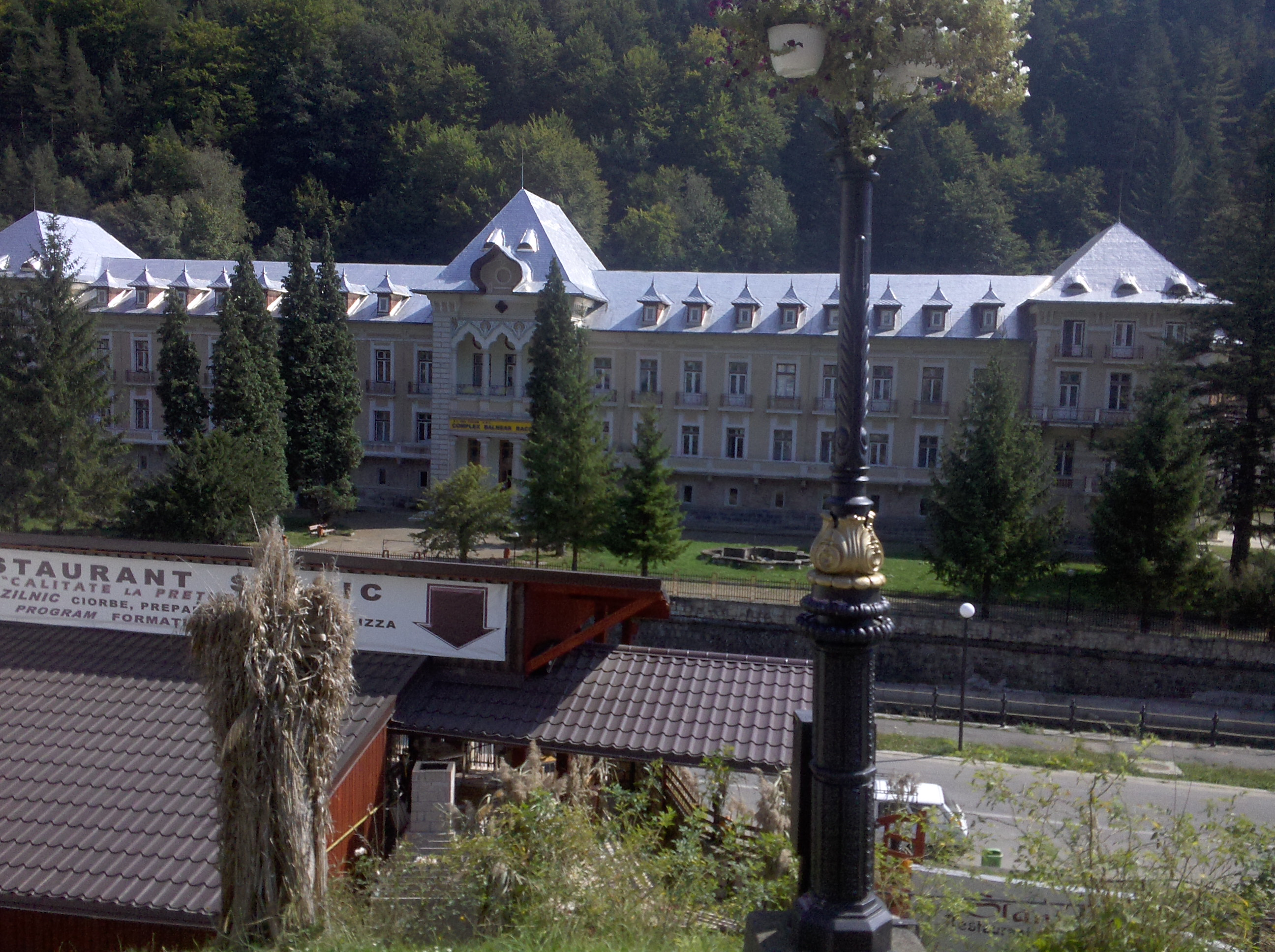
Centrul de balneologie Slănic Moldova

Balneologia (din franceză balnéologie) este o ramură a medicinii care studiază acțiunea profilactică și curativă a apelor termale sau minerale și a nămolurilor.
Într-o definiție mai cuprinzătoare, balneologia este știința care se ocupă cu descoperirea, studiul complex și aplicarea în practica medicală a factorilor naturali terapeutici. Factorii naturali terapeutici reprezintă ansamblul elementelor fizice/chimice terapeutice, sanogene naturale. Sunt considerați factori naturali terapeutici: apele minerale terapeutice, lacurile și nămolurile terapeutice, gazele terapeutice, ansamblul elementelor fizico/chimice ale climatului, inclusiv microclimatul de saline și peșteri.
Deși este considerată ca fiind distinctă de hidroterapie, există unele suprapuneri în practică și în principiile subiacente. Balneoterapia poate implica apă fierbinte sau rece, masaj prin mișcarea apei, relaxare sau stimulare. Multe ape minerale la spa sunt bogate în minerale particulare, cum ar fi siliciu, sulf, seleniu și radiu. Argile medicinale sunt, de asemenea, utilizate pe scară largă, o practică cunoscută sub numele de "fangoterapie".

## Definiție și caracteristici
"Balneoterapia" este practica de a scufunda un subiect în apă minerală sau nămol încărcat cu minerale; face parte din medicina tradițională a mai multor culturi și provine din izvoare calde, izvoare de apă rece sau alte surse de apă, cum ar fi Marea Moartă.

## Efectul presupus asupra bolilor
Balneoterapia poate fi recomandată pentru o gamă largă de afecțiuni, inclusiv artrita, afecțiuni ale pielii și fibromialgie. Balneoterapia trebuie discutată în prealabil cu un medic înainte de începerea tratamentului, deoarece în o serie de afecțiuni, cum ar fi boala cardiacă și sarcina, ea poate avea un efect advers grav.
Studiile științifice privind eficiența balneoterapiei nu arată că balneoterapia este eficientă pentru tratarea artritei reumatoide. Nu există, de asemenea, dovezi care să indice un tip mai eficient de baie sau să indice că scăldatul este mai eficient decât exercițiile fizice, terapia de relaxare sau împachetările cu nămol. Majoritatea studiilor privind balneoterapia au defecte metodologice și nu sunt fiabile. O revizuire din 2009 a tuturor dovezilor clinice publicate a concluzionat că cercetarea existentă nu este suficient de puternică pentru a trage concluzii ferme despre eficacitatea balneoterapiei.

## În România
„Părintele” balneologiei românești este considerat Dr. Alexandru Șaabner-Tuduri (nume la naștere Schaabner), datorită lucrărilor lui privind rezultatele cercetărilor sale asupra proprietăților fizico-chimice ale apelor minerale.
Prima lucrare experimentală de balneologie din Europa a fost efectuată de către Anibal Theohari, care, în 1910, și-a publicat teza de doctorat intitulată Studiul farmacodinamiei apelor minerale de la Slănic Moldova pe câine cu stomac Pavlov, lucrare ce a fost apoi premiată de Academia Română.
Adevăratul început științific al balneologiei în România a fost posibil prin înființarea în anul 1924 a Institutului de balneologie din București.
În 1946 a fost înființat Institutul de Medicină Fizică, Balneoclimatologie și Recuperare Medicală. Prin Ordonanța Guvernului 109/02.09.2000, aprobată prin Legea 343/18.06.2002, acesta s-a reorganizat și transformat în Institutul național de recuperare, medicină fizică și balneoclimatologie.
În România funcționează Asociația Română de Balneologie care, prin Editura Balneară a publicat o serie de lucrări de specialitate privind balneologia.

## În Republica Moldova
În Republica Moldova, în Nomenclatorul cu specialități balneologia este definită ca fiind o ramură a științei care se ocupă cu studierea proprietăților factorilor balneologici (climatul, apele minerale, nămolurile medicinale și al.), organizarea și prelucrarea metodelor lor de aplicare asupra organismului în condiții de stațiune balneară, precum și în instituții de tip sanatorial și fizioterapeutic cu scop de tratare, recuperare și profilactic.
Conform acestui nomenclator, balneologia include compartimentele: Climatoterapia, Balneoterapia, Balneotehnica, Peloidoterapia.
- Climatoterapia studiază influența factorilor fizici ai mediului extern (aero-, helio- și talasoterapie) asupra organismului uman și elaborează metode de utilizare cu efect curativ și profilactic.
- Balneoterapia se ocupă cu studierea apelor minerale curative din punctul de vedere al originii lor, al proprietăților fizico-chimice, influenței asupra organismului la diverse afecțiuni și al modului lor de utilizare (intern sau extern).
- Balneotehnica elaborează utilaj tehnico-sanitar care realizează aplicarea tehnică și medicală corectă a apelor minerale și a nămolurilor medicinale.
- Peloidoterapia studiază originea nămolurilor medicinale, proprietățile fizico-chimice și mecanismele de acțiune a lor asupra organismului în diverse patologii.